# Máscara Dorada
Máscara Dorada (Guadalajara, 3 de novembro de 1988) é um lutador mexicano de luta livre profissional. Ele é mais conhecido por sua longa passagem na Consejo Mundial de Lucha Libre (CMLL). O nome real dele não foi oficialmente documentado devido uma tradição no México onde os nomes dos lutadores mascarados muitas vezes não são registrados publicamente. O lutador atualmente conhecido como Máscara Dorada fez a sua estreia em 2005 e ele trabalhou sob outros nomes mas alcançou o maior sucesso como Máscara Dorada.
Ao mesmo tempo, Máscara Dorada ganhou muitos títulos na CMLL como o Mexican National Trios Championship, CMLL World Trios Championship, CMLL World Super Lightweight Championship e CMLL World Welterweight Championship ao mesmo tempo. Ele ganhou quatro vezes o CMLL World Welterweight Championship. Depois de uma década trabalhando para CML, Dorada assinou com a New Japan Pro Wrestling (NJPW) em janeiro de 2015. Depois de um ano na NJPW, Dorada retronou para CMLL em fevereiro de 2016.
Ele fez sua estreia no ringue em 2005 originalmente usando a disfarce de Plata II e que mais tarde usou o nome de "Metallik", ganhando o Occidente Welterweight Championship, mas foi abandonou a personagem quando lhe foi dado a personagem Máscara Dorada.

## Na luta livre
- Movimentos de finalização
  - Diving corkscrew somersault senton bomb
  - Dorada Screwdriver[6] (CMLL/NJPW) / Metalik Driver (WWE) (Samoan Driver)[7]
  - Springboard dragonrana
- Movimentos secundários
  - Brillo Dorada (Topé con Giro depois de saltar da corda superior)[1]
  - Double jump springboard victory roll
  - Muitas variações de hurricanranas
    - Dorada salta para rampa e salta para as cordas e executa um hurricanrana
    - Double jump springboard
    - Slingshot

  - Topé con Giro
  - Sunset flip powerbomb
- Alcunhas
  - "El Joven Maravilla" (Espanhol para "O Jovem Maravilla")[8]
  - "King of the Ropes" (WWE)
  - "The Crown Jewel of Lucha Libre" (WWE)
- Temas de entrada
  - "El Son de la Negra" por Mariachi Vargas de Tecalitlán[1]
  - "Tornado" by May's[9]
  - "Metálico" by CFO$[10] (WWE; 19 de setembro de 2016–presente)

## Campeonatos e prêmios
- Consejo Mundial de Lucha Libre

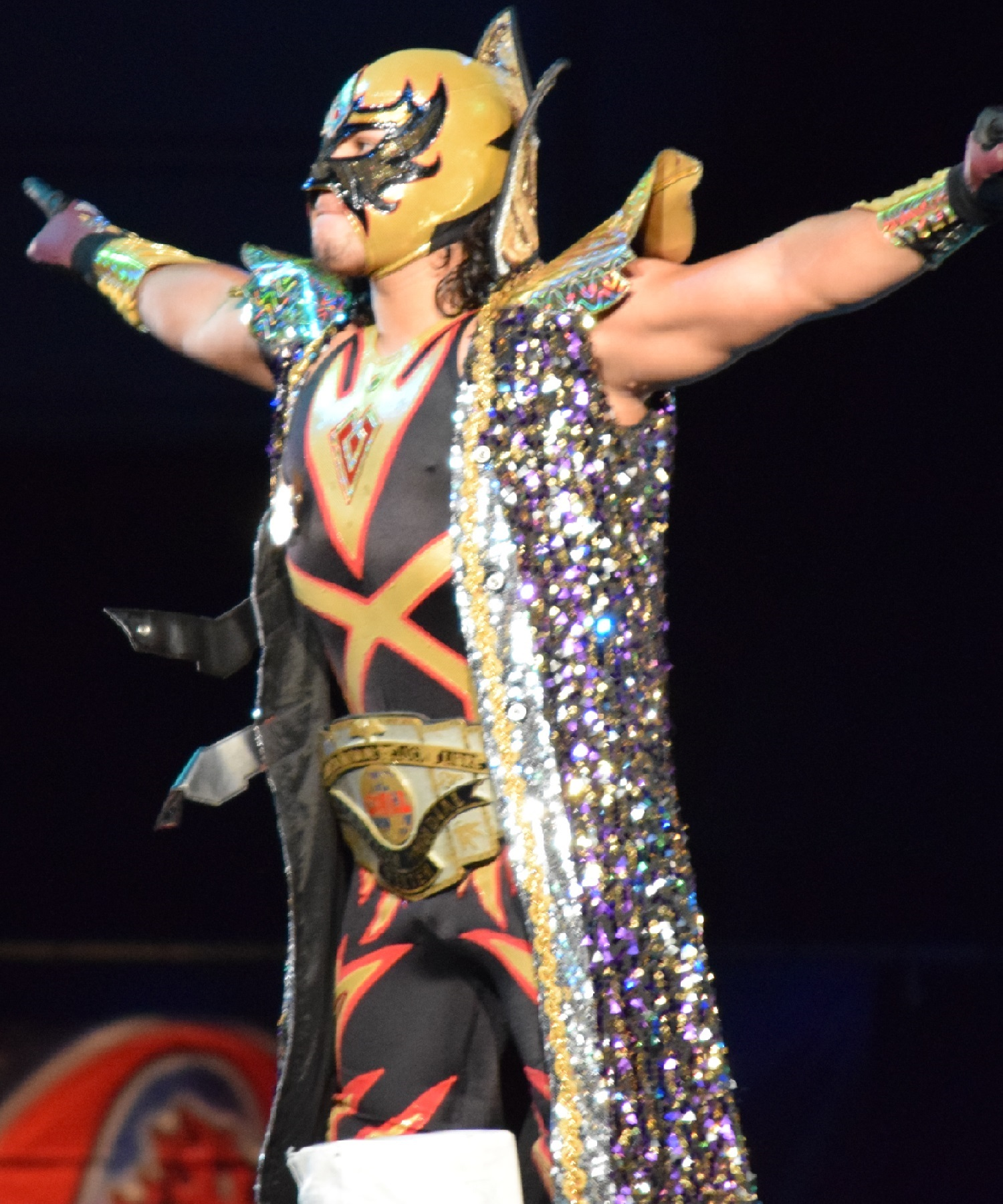
Dorada com o CMLL World Welterweight Championship

  - CMLL World Super Lightweight Championship (1 vez)
  - CMLL World Trios Championship (2 times) – com La Sombra e La Mascara (1 vez)[11] e Místico e Valiente (1)
  - CMLL World Welterweight Championship (4 vezes)[12]
  - Mexican National Trios Championship (1 vez) – com Metro e Stuka, Jr.
  - NWA World Historic Welterweight Championship (1 vez)
  - Occidente Welterweight Championship (1 vez)
  - CMLL Torneo Nacional de Parejas Increibles (2010, 2011) – com Atlantis
  - Torneo Corona - com La Sombra
  - CMLL Trio of the Year (2010) – com La Sombra e La Máscara
- New Japan Pro Wrestling
  - Fantastica Mania Tag Tournament (2015) – com Atlantis
- Pro Wrestling Illustrated
  - PWIo colocou na 152 º posição dos 500 melhores lutadores individuais na PWI 500 em 2013[13]

### Recorde nas Luchas de Apuestas
| Vencedor (aposta) | Perdedor (aposta) | Localização          | Evento         | Data               | Notas |
| ----------------- | ----------------- | -------------------- | -------------- | ------------------ | ----- |
| Metalik (mascara) | Jeque (cabelo)    | Guadalajara, Jalisco | Evento ao vivo | 18 de maio de 2008 |       |